# Shibataea
Genre
Classification phylogénétique
Shibataea est un genre de plantes monocotylédones de la famille des Poaceae, originaire d'Asie orientale (Chine, Japon).
Ce genre regroupe huit espèces de bambous à rhizome traçant de la sous-tribu des Shibataeinae.
Ce sont de petits arbustes vivaces, rhizomateux, aux tiges (chaumes) ligneuses et persistantes pouvant atteindre un mètre de haut.

## Liste d'espèces
Selon World Checklist of Selected Plant Families (WCSP) (15 juillet 2016) :
- Shibataea chiangshanensis T.H.Wen, Bull. Bot. Res. (1983)
- Shibataea chinensis Nakai, J. Jap. Bot. 9: 81, 85 (1933)
- Shibataea hispida McClure (1940)
- Shibataea kumasasa (Zoll. ex Steud.) Makino (1914)
- Shibataea lancifolia C.H.Hu, J. Nanjing Univ. (1981)
- Shibataea nanpingensis Q.F.Zheng & K.F.Huang (1982)
- Shibataea strigosa T.H.Wen, Bull. Bot. Res. (1983)